# Velma Dinkley
Velma Dinkley lik je iz serije serijala i filmova Scooby Doo. Najmlađa je i najpametnija u grupi. Ima kratku crvenu kosu. Nosi naočale, narančasti džemper i dokoljenice, crvenu suknju i crvene cipele. 
U originalnoj verziji glas su joj posuđivale Nicole Jaffe (1969. – 1973.; 2002. – 2003.), Pat Stevens (1976. – 1979.), Marla Frumkin (1979. – 1980.; 1984.), Christina Lange (1988. – 1991.), B.J. Ward (1997. – 2001.), Mindy Cohn (2002. – danas), Bets Malone (2012., samo pjevanje), Stephanie D'Abruzzo (2013.), Kate Micucci (2015. – danas), Gina Rodriguez i Ariana Greenblatt, a u hrvatskoj sinkronizaciji Branka Cvitković (jedno VHS izdanje 1990-ih), Jasna Palić-Picukarić (1999. – 2005.) i Vanja Ćirić (2004., 2006., 2020.).
U igranim filmovima glumile su ju Linda Cardellini i Hayley Kiyoko.

## Obitelj
- g. i gđa Dinkley: Velmini roditelji
- ujak John: Velmin ujak
- Dave Walton: Velmin ujak
- teta Thelma: Velmina teta
- Marcy: Velmina sestrična
- ujak Evan i ujna Meg: Velmini ujak i ujna
- ujak Cosmo: Velmin ujak
- ujak Elmo: Velmin ujak